# 奥田正勝
奥田 正勝（おくだ まさかつ、1976年1月16日 - ）は、日本の男性空手家・総合格闘家。福岡県福岡市出身。真武舘韓国本部所属。
真武館空手五段。真武舘韓国本部を開き館長を務める傍ら、総合格闘技にも挑戦。

## 来歴
2001年4月30日、第3回タイタンファイトで開催された16人出場のトーナメントで優勝を果たした。
2003年7月27日、プロデビューとなるパンクラスのネオブラッド・トーナメントで1回戦を勝ち抜くも、決勝で中西裕一に敗れ、準優勝に終わる。
2005年11月5日、HERO'S 2005 in SEOUL にて秋山成勲と対戦。1RレフェリーストップによるTKO負けを喫した。

## 戦績

### プロ総合格闘技
| 総合格闘技 戦績 | 総合格闘技 戦績 | 総合格闘技 戦績 | 総合格闘技 戦績 | 総合格闘技 戦績 | 総合格闘技 戦績 | 総合格闘技 戦績 |
| --------------- | --------------- | --------------- | --------------- | --------------- | --------------- | --------------- |
| 9 試合          | (T)KO           | 一本            | 判定            | その他          | 引き分け        | 無効試合        |
| 4 勝            | 3               | 1               | 0               | 0               | 0               | 0               |
| 5 敗            | 2               | 1               | 2               | 0               | 0               | 0               |

| 勝敗 | 対戦相手             | 試合結果                    | 大会名                                                                             | 開催年月日     |
| ×    | マイク・マッセンジオ | 3R終了 判定0-3              | World Best Fighter: USA vs. Asia                                                   | 2007年2月3日   |
| ×    | 秋山成勲             | 1R 3:31 TKO（パウンド）     | HERO'S 2005 in SEOUL                                                               | 2005年11月5日  |
| ×    | イム・ジュンス       | 5分3R終了 判定1-2           | Spirit MC 5: 2004 GP Unlimited 【1回戦】                                           | 2004年9月11日  |
| ×    | ホン・ジュピョ       | 3R 3:17 TKO                 | NEO FIGHT 2 【ミドル級トーナメント 決勝】                                          | 2003年12月20日 |
| ○    | イム・ジェソク       | 1R 1:07 膝十字固め          | NEO FIGHT 2 【ミドル級トーナメント 準決勝】                                        | 2003年12月20日 |
| ○    | キム・ヒョンミン     | 1R 2:07 KO（打撃連打）      | NEO FIGHT 1 【ミドル級トーナメント 2回戦】                                         | 2003年8月30日  |
| ○    | キム・デウォン       | 1R 3:13 KO（パンチ）        | NEO FIGHT 1 【ミドル級トーナメント 1回戦】                                         | 2003年8月30日  |
| ×    | 中西裕一             | 2R 4:35 腕ひしぎ十字固め    | パンクラス PANCRASE 2003 HYBRID TOUR 【ネオブラッド・トーナメント ミドル級 決勝】  | 2003年7月27日  |
| ○    | 中台宣               | 延長R 0:43 KO（ローキック） | パンクラス PANCRASE 2003 HYBRID TOUR 【ネオブラッド・トーナメント ミドル級 1回戦】 | 2003年7月27日  |

### アマチュア総合格闘技
| 勝敗 | 対戦相手 | 試合結果                     | 大会名                           | 開催年月日    |
| ○    | 清水優輝 | 5:14 TKO（ドクターストップ） | 第3回タイタンファイト 【決勝】   | 2001年4月30日 |
| ○    | 鈴木雅史 | 1:16 ドロップアウト          | 第3回タイタンファイト 【準決勝】 | 2001年4月30日 |
| ○    | 太田裕之 | 1:42 TKO（パンチ）           | 第3回タイタンファイト 【2回戦】  | 2001年4月30日 |
| ○    | 井上敦   | 9:32 TKO                     | 第3回タイタンファイト 【1回戦】  | 2001年4月30日 |

## 獲得タイトル
- 武人杯格闘技選手権 優勝（1998年 - 2000年、3連覇）
- 全日本格闘技選手権 重量級 優勝（1996年 - 2002年、6連覇）
- 第3回タイタンファイト 優勝（2001年）
- パンクラス ネオブラッド・トーナメント ミドル級 準優勝（2003年）